# Jorge García Badaracco
Jorge Enrique García Badaracco (Buenos Aires, 8 de noviembre de 1923 - Buenos Aires, 11 de noviembre de 2010) fue un médico psiquiatra e investigador argentino conocido por sus trabajos en psicoanalítica multifamiliar.

## Formación
García Badaracco se graduó en Medicina en 1947 con diploma de honor en la Universidad de Buenos Aires UBA. Formó parte del equipo del premio Nobel Bernardo Houssay en el Hospital de Clínicas.  Obtuvo el título de Doctor en Medicina en la misma Universidad en el año 1961. Continuó su formación en París en la década de 1950 junto con influyentes psicoanalistas de la época, incluyendo Henry Ey, Paul Girau y Jacques Lacan, a cuyos seminarios asistió de 1951 a 1953. García Badaracco luego se convirtió en miembro de la Asociación Psicoanalítica de París en 1956 y junto a Julián de Ajuriaguerra en el hospital de Santa Ana, creó el Servicio de Relajación Corporal. 
De regreso en Argentina, en 1958, fue Presidente de la Asociación Psicoanalítica Argentina, cargo que volvió a ocupar entre 1980 y 1984. Siendo Jefe de Servicio del Hospital Interdisciplinario Psico-asistencial José Tiburcio Borda en 1957, creó la Comunidad Terapéutica Psicoanalítica de Estructura Multifamiliar en 1962. Creó la Cátedra de Medicina en la Facultad de Medicina de la UNCuyo en 1958, organizó la primera Residencia Psiquiátrica en 1959 y creó el primer Hospital Psiquiátrico de día en 1964. Obtuvo por concurso la Jefatura de Servicio en el Hospital Neuropsiquiátrico Braulio Aurelio Moyano que ocupó hasta 1968. En ese cargo último fue parte de la creación por primera vez de la residencia médica de la especialidad de Psiquiatría. Dirigió el Instituto de Psicoanálisis Multifamiliar para la formación de psicólogos, psiquiatras y otros profesionales médicos tanto nacionales como internacionales. Fue fundador de la Sociedad Argentina de Terapia Familiar en 1978.
En 1964 inició el primer hospital de día mixto para pacientes psiquiátricos en Buenos Aires, ofreciendo tratamiento ambulatorio a los que iban dejando la internación y fortaleciendo sus ideas sobre el proceso terapéutico. En 1968, luego de muchos años de trabajo en los hospitales neuropsiquiátricos Borda y Moyano, crea su propia clínica de día, dentro del ámbito privado. En esta permanece trabajando durante veinticinco años.

## Psicoanalítica multifamiliar
García Badaracco realizó aportes en el campo de la psiquiatría y el psicoanálisis. Basado en las teorías de Comunidad Terapéutica de Maxwell Jones, fue el creador de la Comunidad Terapéutica Psicoanalítica de Estructura Multifamiliar y del Psicoanálisis Multifamiliar. El abordaje se centraba en la aplicación teórica y social del psicoanálisis a entornos familiares y grupales en lugar de individuales.
Su experiencia de trabajo en lo que respecta a la teoría, la técnica y la práctica clínica dentro de los Hospitales neuropsiquiátricos Borda y Moyano, le ayudó a desarrollar un nuevo paradigma en el trabajo con pacientes mentales graves, tanto en psicosis como en neurosis. Junto con Enrique Pichón-Rivière, fue uno de los pioneros de la comprensión de la psicosis entendida como un proceso reversible y desarrolló una serie de conceptos que permiten comprender la patología mental en el grupo familiar.
La Terapéutica Psicoanalítica Estructurada Multifamiliar tuvo sus orígenes durante la historia más amplia del psicoanálisis en Argentina. Fue establecido en 1962 en Buenos Aires, y luego exportado a Italia, España, Uruguay y Brasil como un grupo terapéutico creado por García Badaracco.
El trabajo pionero de Jorge García Badaracco es conocido en Argentina. Actualmente diversos Hospitales y Clínicas de España, Italia, Uruguay y Portugal tienen dispositivos que desarrollan la Terapia Psicoanalítica Multifamiliar. Desde que fue nombrado Director del Hospital Neuropsiquiátrico Borda de Buenos Aires en 1959, García Badaracco comenzó a utilizar todos los recursos disponibles para superar los múltiples problemas que conlleva el análisis de pacientes complejos, a menudo psicóticos. En años posteriores, desarrolló la práctica de grupos multifamiliares, grupos terapéuticos que incluían pacientes, sus familiares, enfermeras, miembros del personal, y que ofrecían la posibilidad de trabajar simultáneamente, en una sola intervención terapéutica, sobre la dimensión individual, familiar y social de la mente.

## Reconocimientos
García Badaracco recibió numerosos reconocimientos a lo largo de su carrera. Dentro de los más importantes, se encuentran el Premio Konex de Psicoanálisis en 1986, y en 2005 premio Maestro de la Medicina Argentina (Markez, 2009, p. 86). En julio de 2009, es declarado Personalidad Destacada de la Ciencia de la Ciudad Autónoma de Buenos Aires, por ser el creador de la Terapia Multifamiliar y de muchos otros conceptos en relación con el pronóstico y tratamiento de la enfermedad mental grave.

## Publicaciones
- Badaracco, Jorge García (1982). Biografía de una esquizofrenia. Fondo de Cultura Económica. ISBN 978-950-05-7001-5. Consultado el 20 de enero de 2022.
- Badaracco, Jorge E. García (1990). Comunidad terapéutica psicoanalítica de estructura multifamiliar. Tecnipublicaciones. ISBN 978-84-86104-30-6. Consultado el 20 de enero de 2022.
- García Badaracco, Jorge E. (2000). Psicología multifamiliar : los otros en nosotros y el descubrimiento del sí mismo (1a ed edición). Paidós. ISBN 950-12-4228-5. OCLC 970477476. Consultado el 20 de enero de 2022.
- Badaracco, Jorge García (2005). Demonios de la mente: biografía de una esquizofrenia. Eudeba. ISBN 978-950-23-1357-3. Consultado el 20 de enero de 2022.
- Asociación Psicoanalítica Argentina (2018). Jorge García Badaracco. Selección de trabajos. V. Asociación Psicoanalítica Argentina. ISBN 9789874700810. Consultado el 21 de enero de 2022.